# Pixel art

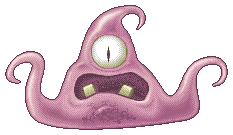
Przykład pixel art

Pixel art – sposób tworzenia grafiki rastrowej za pomocą programów pozwalających na edytowanie obrazów na poziomie pojedynczych pikseli (np. MS Paint, Paint Shop Pro, GIMP).

## Ograniczenia
W pixel arcie zwykle korzysta się z niewielkich palet kolorów. Wynika to z historii zastosowań pixel artu na urządzeniach o ograniczonych możliwościach, takich jak starsze konsole do gier lub telefony komórkowe.
„Czyste” pixel arty są z założenia rysowane piksel po pikselu bez używania filtrów. Większość osób uważa, że można korzystać z narzędzi rysujących gotowe kształty jak elipsy, prostokąty i linie oraz używać wypełnienia. Używanie filtrów, takich jak automatyczny antyaliasing powszechnie uważane jest jednak za niedopuszczalne. Pixel art wyróżnia się bowiem sposobem rysowania, a nie jego efektem.
Obrazy, które nie są rysowane zgodnie z zasadami pixel artu, ale wyglądają jak pixel art nazywane są oekaki. Jednak często, aby przyśpieszyć proces tworzenia grafiki do gier, tworzy się takie obrazy. Dzięki temu, przy mniejszym nakładzie pracy można uzyskać taki sam, lub nawet lepszy efekt.

## Techniki rysowania
Często używanymi technikami jest ręczny antyaliasing i dithering. Antyaliasing to nic innego jak wygładzanie wszelkich ostrych (pixelowych) krawędzi. Wymaga on wysokich umiejętności od grafika. Natomiast dithering, który można nazwać „gładkim cieniowaniem”, to mieszanie ze sobą kolorów poprzez naprzemienne umieszczanie ich obok siebie. Robi się tak, aby uzyskać efekt płynnego przejścia między poszczególnymi kolorami. Kiedyś był on używany z konieczności – dzisiaj świadczy o umiejętnościach grafika.

## Lineart
Rysowanie pixel artu w przeważnej większości przypadków rozpoczynane jest stworzeniem lineartu, czyli pixel artu który nie zawiera kolorów, jedynie czarne kontury. Dzięki niemu możemy zobaczyć jak wygląda nasze dzieło jeszcze bez żadnych efektów. Pokolorowany lineart ułatwia używanie różnych technik, łatwiej opanować tworzenie obrazu. Rysowanie bez niego sprawia niektórym bardzo wiele problemów.

## Zapis i kompresja

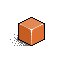
Plik GIF (318 bajtów)

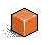
Plik JPG (706 bajtów)

Pixel arty zwykle zapisuje się w formatach nie obniżających jakości obrazu, takich jak PNG i GIF. Z pewnością nieodpowiednim do tego celu formatem jest JPG, który (często mimo większej objętości) w znacznej mierze obniża jakość obrazka. Jednakże należy zachować ostrożność przy zapisywaniu w formacie GIF, ponieważ niektóre programy kompresują kolory do palety podstawowej, co jest bardzo niepożądanym efektem, gdyż psuje paletę kolorów.

## Kategorie

Widok izometryczny

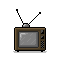
Widok nieizometryczny

Pixel art jest zwykle dzielony na dwie kategorie: izometryczny i nie-izometryczny.
Izometryczne pixel arty rysowane są w rzucie izometrycznym. Jest to zabieg często spotykany w grach, aby stworzyć wrażenie grafiki 3D bez konieczności generowania jej przez komputer. Z zasady w izometrii korzysta się z kąta nachylenia 30 stopni, ale w przełożeniu na piksele daje to efekt nierównej linii. Aby temu zapobiec najczęściej stosuje się stosunek 1:2, który wyraża się w kącie około 26,565 stopni (arctg 0,5).
Nie-izometrycznym pixel artem jest każdy, który nie zalicza się do kategorii izometrycznego. Są to obrazki, w których zastosowano widok np. z góry, z boku, od przodu, od dołu.

## Wykorzystanie
Pixel art był wcześniej bardzo często wykorzystywany w grach komputerowych i konsolach do gier. Obecnie stosowany jest najczęściej w grach strategicznych ze względu na dużą liczbę obiektów na ekranie. Jest on używany również w telefonach komórkowych oraz na innych platformach sprzętowych posiadających ograniczenia liczby kolorów i rozdzielczości ekranów.
Wiele ikon może być także uznanych jako pixel arty. Szczególnie często stosuje się ten rodzaj grafiki przy mniejszych rozmiarach, takich jak 16×16 i 24×24. Jeszcze kilka lat temu większość ikon powstawała, w pewnym stopniu, na zasadzie pixel artu, głównie przez ograniczenia względem kolorów. Teraz jednak, 32-bitowa grafika sprawia, że takie ikony spotykane są coraz rzadziej.